# There's Got to Be a Way
"There's Got to Be a Way" là bài hát viết bởi ca sĩ người Mỹ Mariah Carey và Ric Wake, do Wake sản xuất cho album đầu tay của cô: Mariah Carey (1990). Carey đã vận động để cùng sản xuất bài này, nhưng bị hãng đĩa của mình là Sony/Columbia từ chối. Mục đích chính của bản nhạc dance này là biểu thị "There's got to be a way to kết nối thế giới hôm nay" và kêu gọi mọi cách giúp đỡ để thay đổi tình cảnh thế giới. Đây là một trong số ít các bài hát của Carey thể hiện ý thức về xã hội, giáng vào nạn phân biệt chủng tộc và nghèo đói.
Đĩa đơn thứ 4 đồng thời cũng là cuối cùng của album này phát hành vào quý 2 năm 1991 (xem Âm nhạc 1991) tại Anh và một vài nơi ở châu Âu. Để duy trì và tránh phá vỡ chuỗi đĩa đơn quán quân Billboard Hot 100, "There's Got to Be a Way" đã không phát hành tại Mỹ. Bài hát được quảng bá không nhiều. Tại thị trường Anh quốc, đĩa này tung ra thay thế cho "I Don't Wanna Cry" và thất bại khi không lọt vào top 40, ngược lại so với các ca khúc trước. Bài hát nằm ở vị trí 54, xuất hiện nhanh trong top 75.

## Video âm nhạc

Một cảnh trong video.

Video đĩa đơn, đạo diễn bởi Larry Jordan, bắt đầu với Carey bước đi trên con phố thương xót những người vô gia cư và bị phân biệt chủng tộc. Cô tham gia với bạn bè ngay sau đó, và tất cả họ tức khắc cùng nhảy ngẫu hứng trên đường. Công việc remix bài hát được giao do Shep Pettibone thực hiện. Bản remix 7" cũng được sử dụng cho video.

## Danh sách bài hát
- UK CD single 1 (5" single)

1. "There’s Got to Be a Way (album version)
2. "There’s Got to Be a Way (7" remix)
3. "Someday" (7" jackswing mix)
4. "Vision of Love"

- UK CD single 2 (12" vinyl maxi single)

1. "There’s Got to Be a Way" (LP Mix)
2. "There’s Got to Be a Way" (12" Mix)
3. "There’s Got to Be a Way" (Alternative vocal club mix)

## Bảng xếp hạng
| Bảng xếp hạng (1991) | Vị trí cao nhất |
| -------------------- | --------------- |
| UK Singles Chart     | 54              |